# رعد بن زید
رعد بن زید (عربی: الأمير رعد بن زيد؛ زادهٔ ۱۸ فوریهٔ ۱۹۳۶) یکی از شاهزادگان خانواده سلسله هاشمی اردن است. وی پس از مرگ پدرش در ۱۸ اکتبر ۱۹۷۰، وارث خاندان سلطنتی عراق و سوریه شد. رعد در لندن و پاریس زندگی کرده‌است.

## زندگی‌نامه

### زندگی و خانواده
او در تاریخ ۱۸ مارس ۱۹۳۶ در زمانی که پدرش سفیر عراق در آلمان بود، در برلین به دنیا آمد. پدر او شاهزاده زید بن حسین و مادرش فخرالنساء زید با اصلیت ترکی است. او بعد از فوت پدرش در سال ۱۹۷۰ وارث رهبری خانواده سلطنتی هاشمی در عراق و سوریه شد. او یکی از آخرین نوه‌های شریف حسین شاه حجاز است. همچنین او پسر عموی پسر پادشاه اردن طلال بن عبدالله و شاه غازی اول است.
یکی از پسرعموهای پدربزرگ رعد، فیصل دوم، آخرین پادشاه عراق بود که در روز ۱۴ ژوئیه ۱۹۵۸ در کودتای خونین کشته شد (همچنین شاهزاده عبدالله نیز کشته شد). شاهزاده زید، پدر رعد، پس از رژیم اسد، نماینده سلطنت عراق را به وارث بعدی تحویل داد و به عنوان رئیس خانه سلطنتی عراق به رسمیت شناخته شد. پدرش در این دوران سفیر عراق در لندن بود و وی از دوران کودتا به بعد همچنان در لندن زندگی می‌کنند.

### تحصیلات
رعد مدرک تحصیلی دوره دوم دبیرستان را در مدرسه ویکتوریا در اسکندریه و مدرک لیسانس را از دانشگاه کمبریج انگلیس در سال ۱۹۶۰ دریافت کرد و در سال ۱۹۶۳ فوق لیسانس را از همان دانشگاه گرفت. او علاوه بر زبان مادری یعنی عربی به زبان‌های انگلیسی و ترکی مسلط است و میزان کمی نیز زبان فرانسه و ایتالیایی را فرا گرفته‌است.

### زندگی شخصی
رعد بن زید در سال ۱۹۶۳ با یک زن سوئدی بنام مارگارتا اینگا الیزابت لیند ازدواج کرد و صاحب ۵ فرزند است.
شاهزاده زید رعد حسین کمیسر عالی حقوق بشر سازمان ملل یکی از فرزندان او است.

## مناصب
رعد بن زید چندین منصب عالی داشت که مهم‌ترین آن‌ها عبارت بودند از:
- معاون پژوهشی مرکز خاورمیانه در دانشگاه کمبریج از سال ۱۹۶۱ تا ۱۹۶۳
- نخست‌وزیر اواخر شاه حسین بن طلال در سال ۱۹۶۳
- انتصاب مدیر کل بنیاد جوانان در ۱۶ اکتبر ۱۹۶۶
- وزیر دادگاه سلطنتی
- مشاور اصلی در دادگاه سلطنتی